# Juraj Vidaković
Juraj Vidaković (prema Miji Mandiću: Đuro Vidaković, prema Istvánu Iványiju; Juro Vidaković) je bio plemić, jedan od predvoditelja seobe Hrvata 1687. u Bačku, što je bila druga velika seoba Hrvata u Bačku poslije one iz 1610. Bio je kapetan Potiske vojne krajine. Prema Petru Sučiću Juraj Vidaković bio je zapovjednik Bača. 
Zajedno s Dujmom Markovićem, somborskim kapetanom, od bečkog je Ratnog vijeća zaiskao da za 5000 hrvatskih doseljenika iz krajeva pod osmanskom vlašću dodijeli opustjele tvrđave i zemlju u Bačkoj. Zahtjevu je udovoljeno, i za zemljiše i za nove stanovnike.
Tako je poveo bunjevačke Hrvate u seobu zajedno s Dujom Markovićem i fra Anđelkom Šarčevićem, a po odobrenju bečkog dvora. U Bačku su preveli i naselili oko 5000 duša iz Bosne i Hercegovine u okolinu Segeda, Baje, Sombora i Subotice, zatim Kaloče, Sente, Bača i okolnih naselja.
Plemstvo je Vidaković zadobio darovnicom austrijskog cara Leopolda 1690. godine. 1. lipnja te godine dobio je u Beču grbovnicu s listinom. Dobio ju je kao znak priznanja za vojne zasluge u ratu protiv Turaka. U tom su se ratu istakli i Luka Sučić i Dujam Marković. Plemstvo koje je Vidaković dobio odnosi se na suprugu mu Mariju Bošnjaković, kćeri Martu i Katarinu i braću Ivana, Baltazara, Marka i Matiju, te Ivanovu djecu: Đuru, Antuna, Anu i Luciju i Baltazarovog sina Stjepana. Ovo plemstvo je proglašeno u Bačkoj županiji 24. prosinca 1718. godine. 
Grb njegove obitelji izgleda ovako: u modrom na zelenom polju vojnik u crvenom odijelu s perjanicom i sabljom krivošijom u desnici i odsječenom glavom u ljevici. Iznad štita kruna s pet šiljaka i pet bisernih kuglica.
Potomci bačke hrvatske obitelji Vidaković žive u Lemešu, Zagrebu i Somboru. Godine 1803. izdata je darovnica o posjedima u Lemešu.